# Arisaema prazeri
Arisaema prazeri — многолетнее травянистое клубневое растение, вид рода Аризема (Arisaema) семейства Ароидные (Araceae).

## Ботаническое описание
Двуполые и мужские растения.
Клубень возобновляющийся каждый сезон, полушаровидный, 1—3 см в диаметре.

### Листья
Катафиллов два или три, серовато-зелёные с тёмно-пурупуровыми полосками и пятнами, 10—28 см длиной.
Листьев один или два. Черешки сероватые с пурупуровыми полосками и пятнами, 25—70 см длиной, 3—4 мм в диаметре, в основании вложенные на ½—¾ во влагалища, формирующие ложный стебель. Листовая пластинка состоит из трёх листочков, зелёная, чешуевидная; листочки полусидячие; центральный листочек овально-ланцетовидный, 22—25 см длиной и 9—10 см шириной, в основании клиновидный, на вершине заострённый; боковые листочки косоовальные, 17—18 см длиной, 5—10 см шириной.

### Соцветия и цветки
Цветоножка короче черешков. Покрывало зелёное с белыми продольными полосками на задней поверхности. Трубка цилиндрическая, 4—5 см длиной и около 1 см в диаметре, края устья косоусечённые, неухообразные. Пластинка вертикальная, ланцетовидная, 6—10 см длиной, 1,5—2,5 см шириной, на вершине заострённая, с хвостовидным образованием.
Початок двуполый или мужской. Мужской початок: мужская зона около 3 см длиной, 4—5 мм в диаметре у основания; синандрий из двух тычинок; теки пурпуровые, яйцевидные, вскрывающиеся верхушечным продольным разрезом. Двуполый початок: женская зона цилиндрическая, 2,3—3 см длиной, 5—6 мм в диаметре; завязь зелёная, обратнояйцевидная; семяпочек три; рыльце полусидячее; мужская зона 1—3,5 см длиной, около 4 мм в диаметре; синандрий как в мужском початке. Придаток свешивающийся, обычно тёмно-пурпуровый, нитевидный, до 80 см длиной.
Цветёт в июне.

## Распространение
Встречается в Китае (Юго-Западный Юньнань) и Северной Мьянме, Таиланде.
Растёт в тропических вечнозелёных лесах, на известняковой почве, на высоте 100—1500 м над уровнем моря.